# Ludovico Avio
Ludovico Héctor Avio (Pigüé, 1932. október 6. – 1996. június 23.) argentin labdarúgócsatár.
Az argentin válogatott tagjaként részt vett az 1958-as labdarúgó-világbajnokságon.